# Chauliognathus pensylvanicus
Chauliognathus pensylvanicus là một loài bọ cánh cứng trong họ Cantharidae Đây là loài bản địa của Bắc Mỹ.

## Hình ảnh

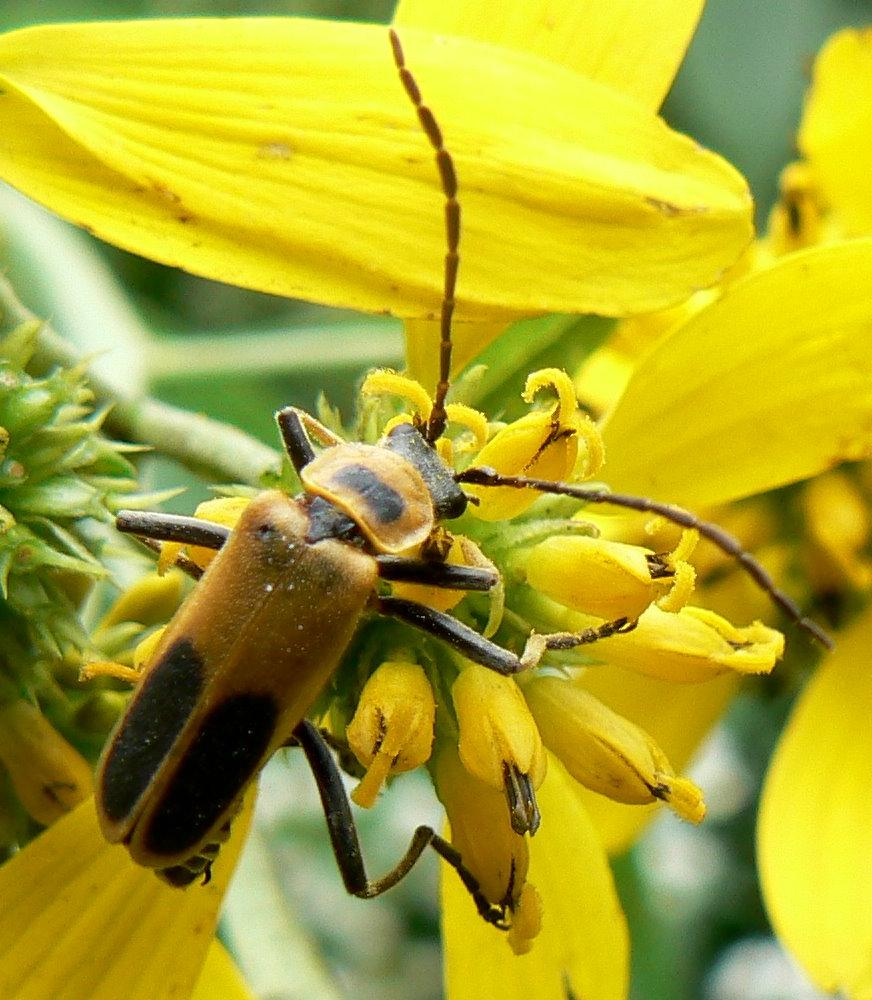
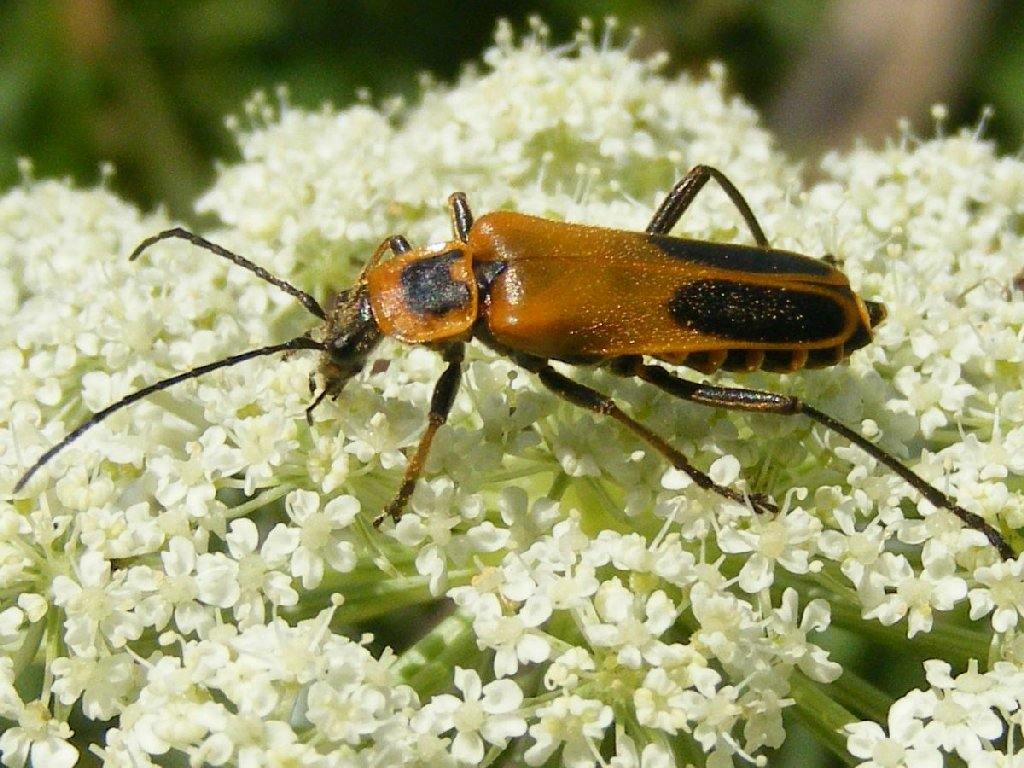
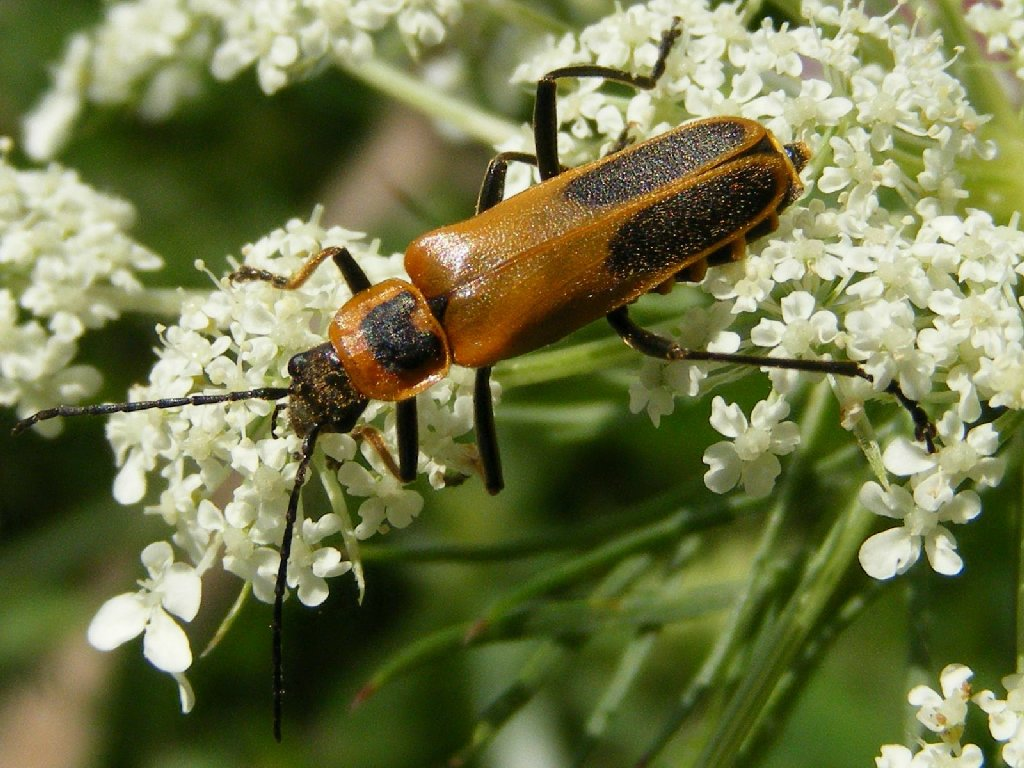
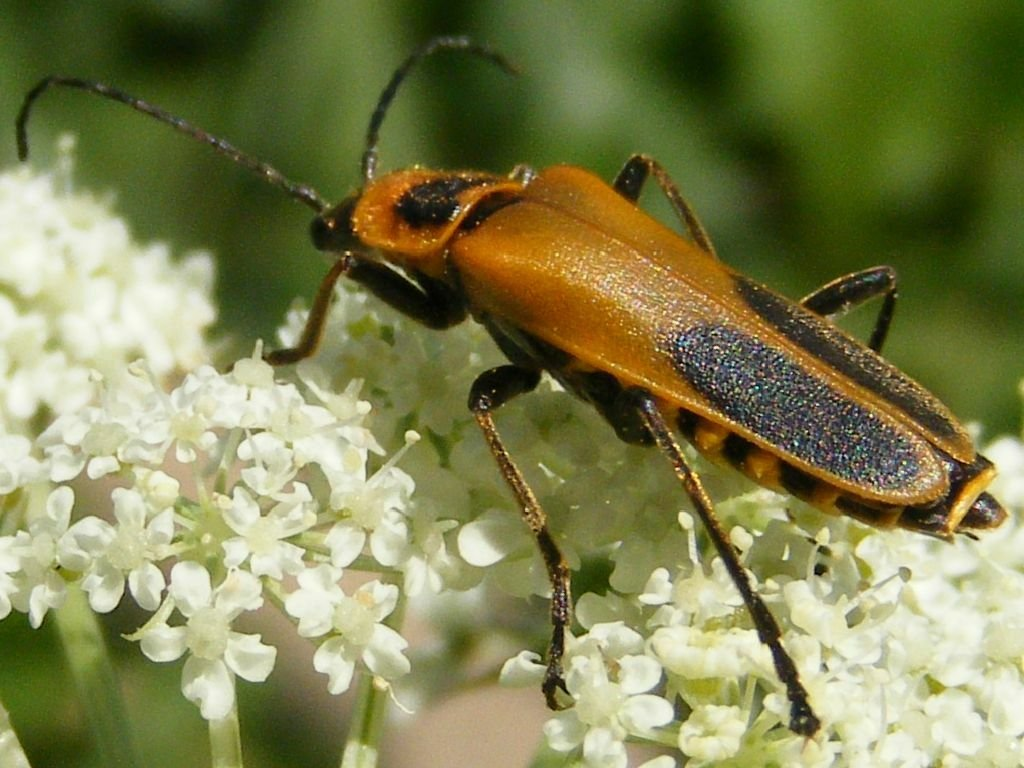